# АНТ-22
АНТ-22 (також відомий як МК-1, рос. морской крейсер — «морський крейсер») — літаючий човен, побудований у Радянському Союзі в 1934 році.

## Історія літака
Витоки АНТ-22 сягають кінця 1920-х років, коли влада опублікувала запит на далекобійний гідролітак і почалася робота над проєктом під назвою АНТ-11. Проєкт закрили, але 1932 року запит було повторено, Туполєву запропонували побудувати літак, здатний виявляти та знищувати потенційну загрозу з боку морського флоту і бомбардувати укріплені військово-морські бази.
Як і в попередньому проєкті, розробка була доручена робочій групі на чолі з Іваном Погоським, який уже керував проєктуванням гідролітака АНТ-8  і одночасно працював над розробкою розвідника АНТ-27.  
Згідно з деякими джерелами, на роботу Погоського вплинули успіхи, досягнуті італійським літаючим човном Savoia-Marchetti S.55 : результатом став двокорпусний літаючий човен значних розмірів.
Виготовлений у центральному комплексі ЦАГІ (розташований у Москві) наприкінці 1933 року, АНТ-22 був розібраний і перевезений до Севастополя потягом, щоб там знову зібратися та здійснити перший політ 8 серпня наступного року.
Через виявлені при випробуваннях недоліки радянська морська авіація вирішила перервати програму розробки гідролітака, хоча пізніше були зроблені модифікації, завдяки яким у 1936 році апарат міг перевозити вантажі до 13 000 кг.

## Характеристики

### Загальна характеристика
- Екіпаж: 8 ос.
- Довжина: 24,1 м
- Розмах крил: 51 м
- Висота: 8,96 м
- Площа крила : 304,5 м²
- Вага порожнього: 21 663 кг
- Завантажена вага: 33 560 кг
- Силова установка: 6× Мікулін М-34Р лінійний двигун V-12 рідинного охолодження
  - Потужність : 612 кВт (844 к.с .; 832 к.с.) кожен.

### Продуктивність
- Максимальна робоча швидкість (Vno) : 233 км/год
- Крейсерська швидкість (V c) : 180 км/год
- Дальність : 1350 км
- Стеля польоту : 3500 м
- Швидкість підйому : 1,6 м/с

### озброєння
- Кулемети :
  - 2x7,62 мм ШКАС (один у правій верхній башті та один у лівій носовій)
  - 2x7,62 мм ДА (по одному в кожній хвостовій башті)

- гармати :
  - 2x20 мм Oerlikon (одна в лівій верхній вежі та одна в правій носовій)
- Навантаження :
  - 6000 кг під серединою крила